# Ilha da Bexiga
A Ilha da Bexiga está situada no litoral Sul do estado do Rio de Janeiro, na altura da baía de Paraty.
O seu nome provém do início do século XX, quando as vítimas de varíola (então chamada de "bexigas") eram ali mantidas em quarentena e, eventualmente, sepultadas.
Atualmente a ilha sedia o projeto Escola do Mar, mantido pelo navegador brasileiro Amyr Klink (proprietário da ilha), que forma crianças carentes da região na arte de velejar.